# Michael Schweighöfer
Michael Schweighöfer (* 29. Februar 1952 in Borna) ist ein deutscher Schauspieler und Theaterregisseur.

## Leben
Michael Schweighöfer, Sohn des Schauspielers und Intendanten Willy Schweighöfer und älterer Bruder des Schauspielers Götz Schweighöfer, besuchte die Staatliche Schauspielschule Rostock. Er ist vor allem als Theaterschauspieler bekannt. Nach einem Engagement am Kleist-Theater Frankfurt (Oder) von 1981 bis 1985 gehört er seitdem zum Ensemble des Deutschen Theaters Berlin. Aus seiner Ehe (bis 1984) mit der Schauspielerin Gitta Schweighöfer stammt der Sohn Matthias Schweighöfer, der ebenfalls Schauspieler ist. Heute ist er mit der Inhaberin eines Antiquitätengeschäftes verheiratet.
Die Familie lebt im Wandlitzer Ortsteil Zerpenschleuse.
Im August 2010 wurde bekannt, dass Schweighöfer von 1975 bis 1977 während seiner Wehrdienstzeit bei der NVA als inoffizieller Mitarbeiter für den Staatssicherheitsdienst der DDR tätig war und Informationen über die Ansichten seiner Kameraden übermittelt hat.

## Filmografie (Auswahl)
- 1976: Was kostet Martin die Welt? (Fernsehfilm)
- 1988: Mit Leib und Seele
- 1990: Selbstversuch (Fernsehfilm)
- 1991: Polizeiruf 110: Ein verhängnisvoller Verdacht (Fernsehreihe)
- 1992: Haus Herzenstod (Fernsehfilm)
- 1995: Neben der Zeit (Fernsehfilm)
- 1998: Das Mambospiel
- 2000: Otto – Der Katastrofenfilm
- 2001: My Sweet Home
- 2004: Eine zweimalige Frau (Fernsehfilm)
- 2006: Die Verlorenen (Fernsehfilm)
- 2008: Monogamie für Anfänger (Fernsehfilm)
- 2008: Im Wendekreis des Bären
- 2008: Teenage Angst
- 2008: Bis dass der Tod uns scheidet (Fernsehfilm)
- 2009: Haus und Kind (Fernsehfilm)
- 2010: 3faltig
- 2010: Friendship!
- 2010: Doctor’s  Diary
- 2011: Nemez
- 2012: Schmidt & Schwarz
- 2012: NeoParadise (Fernsehfilm) (als „Architekt“)
- 2013: Löwenzahn  Kanalisation – Verfolgung in der Unterwelt
- 2013: Schlussmacher
- 2015: Der Nanny
- 2016: Zwei verlorene Schafe (Fernsehfilm)
- 2016: Wir sind die Rosinskis
- 2018: Beat (Fernsehserie)
- 2021: Lieber Thomas
- 2022: Polizeiruf 110: Hexen brennen  (Fernsehreihe)
- 2024: Nord bei Nordwest: Kobold Nr. Vier

## Hörspiele
- 1987: Selma Lagerlöf: Der Wechselbalg – Regie: Christa Kowalski (Hörspiel – Rundfunk der DDR)
- 1988: Hans-Christian Andersen: Der kleine und der große Klaus (Kleiner Klaus) – Regie: Werner Buhss (Kinderhörspiel – Litera)
- 1991: Gerhard Zwerenz: Des Meisters Schüler – Regie: Hans Gerd Krogmann (Hörspiel – Sachsen Radio)
- 1991: Paul Zech: Das trunkene Schiff (Anatol) – Regie: Wolfgang Rindfleisch (Hörspiel – Funkhaus Berlin)
- 1994: Wolfgang Poenisch: Wie immer (Fred) – Regie Werner Buhss (Hörspiel – ORB)
- 1996: Franz Zauleck: Olga bleibt Olga – Regie: Karlheinz Liefers (Kinderhörspiel – DLR Berlin)
- 2013: E. M. Cioran: Vom Nachteil, geboren zu sein – Regie: Kai Grehn (Hörspiel – SWR)